# Dobre (powiat radziejowski)

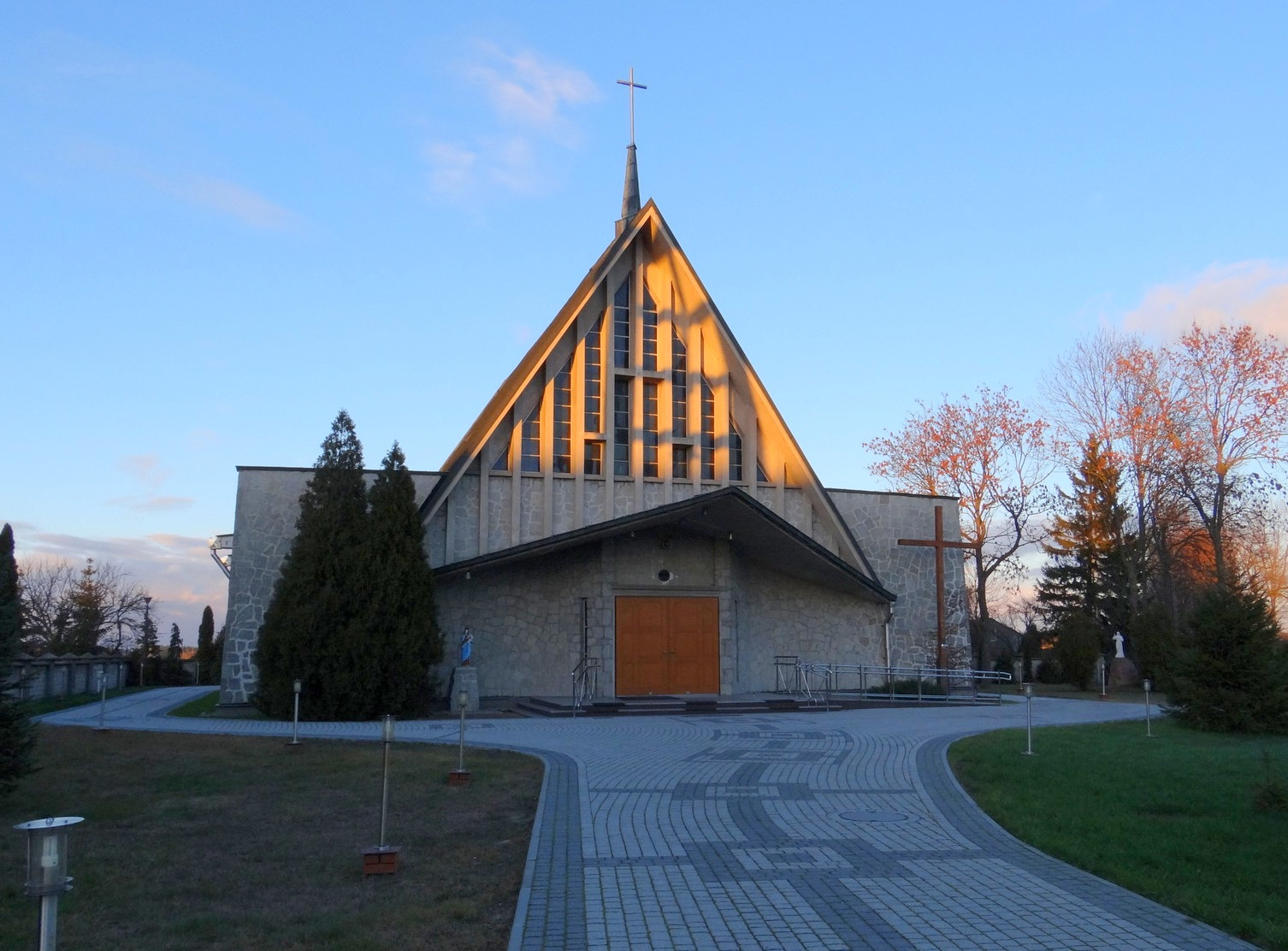
Kościół św. Stanisława Biskupa i Męczennika

Dobre – wieś w Polsce położona w województwie kujawsko-pomorskim, w powiecie radziejowskim, w gminie Dobre. Miejscowość jest siedzibą gminy.

## Podział administracyjny
Przed II wojną światową, Dobre było siedzibą gminy Sędzin. W latach 1975–1998 miejscowość należała administracyjnie do województwa włocławskiego. Do końca grudnia 2010 r. w obrębie Dobrego wyróżniona była 1 część miejscowości – Cukrownia, jednak została ona zniesiona z dniem 1 stycznia 2011 r..

## Demografia
Według Narodowego Spisu Powszechnego (III 2011 r.) liczyła 1881 mieszkańców. Jest największą miejscowością gminy Dobre.

## Historia
W przeszłości Dobre było królewszczyzną. W czasie panowania króla Zygmunta Starego Dobre przeszło w posiadanie Kościeleckich z Kościelca w zamian za dwie gorsze wsie. Zasadność tej transakcji sprawdzono w czasie lustracji dóbr królewskich w 1565 r. W przeglądzie Dobrego uczestniczył podstarości radziejowski Gotard Ziemięcki. Przeglądem objęty był folwark (inwentaryzacja budynków) i gospodarstwa chłopskie. W miejscowości mieszkało 32 kmieci osiadłych na 27 włókach. Kmiecie z 22 włók płacili czynsz po 2 floreny i 24 grosze z każdej, a z 5 włók po 9 korcy miary równej radziejowskiej, z każdej. Jednocześnie z każdej włóki oddawali w naturze: 1 jagnię, 2 kapłony, 1 gęś, 1 kurę, 30 jajek i 2 sery. Cała miejscowość (kmiecie i zagrodnicy) składała się na podatek rzeźny, który wynosił 8 grzywien. Podatek ten wiązał się z przywilejem wydanym w 1365 r. przez króla Kazimierza Wielkiego, później potwierdzanym, o zwolnieniu chłopów z Dobrego z opłat targowych przy sprzedaży mięsa na rynku w Radziejowie. Kmiecie musieli też odrabiać pańszczyznę na miejscowym folwarku (od 1 włóki 2 dni na tydzień w trakcie roku, a 5 dni na tydzień w czasie żniw). W 1565 r. król Zygmunt II August potwierdził przekazanie Sebastianowi Mieleckiemu, kasztelanowi krakowskiemu, (małżonkowi Zofii Kościeleckiej) Dobrego w zamian za dobra Cielino (łac. Czielessino, Cielaki – później część miejscowości Bronisław) i Gnojno oraz 500 dukatów pożyczonych królowi.
Po Mieleckim Dobre weszło w posiadanie rodziny Pstrokońskich, a następnie w ręce wojewody inflanckiego, Jana Wilhelma Schliebena, który ożenił się z Justyną Pstrokońską. Od Schliebenów majątek został odkupiony przez rodzinę Dąbskich, a później drogą pokrewieństwa przeszedł w posiadanie rodziny Czernickich.
W Dobrem 19 lutego 1863 r. odbyła się ostatnia faza bitwy pod Krzywosądzem. Mieszkańcy Dobrego czynnie uczestniczyli w powstaniu wielkopolskim. Jednostka Straży Ludowej z Dobrego, uzbrojona w karabiny maszynowe, udzieliła skutecznego wsparcia oddziałowi Straży Ludowej w Paprosie w walce z przeważającymi siłami Grenzschutzu.
Uruchomienie cukrowni w 1908 roku miało wpływ na przekształcenie się miejscowości w osadę o charakterze przemysłowym. Cukrownia dysponowała własną kolejką wąskotorową. Na przełomie XX i XXI wieku cukrownia została nabyta przez Grupę BSO Polska (British Sugar Overseas). W styczniu 2006 roku zakończono produkcję i zlikwidowano zakład, wraz z cukrownią w Unisławiu.

## Parafia
Parafia św. Stanisława Biskupa w Dobrem należy do dekanatu radziejowskiego. Dobre pierwotnie należało do parafii w Krzywosądzu.

## Oświata
Przy fabryce uruchomiono w 1917 r. 4-klasową szkołę. Po upaństwowieniu szkoły w 1920 r. zaczęła się szybko rozwijać, osiągając w 1921 r. liczbę 7 oddziałów. Ze szkoły korzystali nie tylko uczniowie z Dobrego, ale także z innych miejscowości (m.in. z Krzywosądza).

## Sport
- SPS Dragon Dobre – klub siatkarski (II liga)
- MGKS Lech Dobre – klub piłkarski (juniorzy)